# Джо Фланіган
Джо Фланіган (англ. Joe Flanigan; нар. 5 січня 1967, Лос-Анджелес, Каліфорнія, США) — американський актор, відомий за роль майора/ підполковника Джона Шеппарда в науково-фантастичному т/с Зоряна брама: Атлантида.

## Біографія
Фланіган народився під ім'ям Джозеф Гарольд Данніган III (англ. Joseph Harold Dunnigan III) в Лос-Анджелесі, штат Каліфорнія. Він говорить, що батько залишив його матір невдовзі після його народження, і що його прізвище було змінене на Фланіган після того, як він був усиновлений його вітчимом, Джоном Фланіганом. У Фланігана є три брати і чотири сестри. Коли йому було шість років, сім'я переїхала на невелике ранчо поблизу Ріно, штат Невада.
З 14-річного віку Фланіган відвідував школу-інтернат в Огай, Каліфорнія, де з'явився у шкільній постановці Трамвай «Бажання» (англ. A Streetcar Named Desire). Пізніше Джо отримав історичний ступінь в Університеті Колорадо, де зіграв роль у п'єсі Коріолан. За порадою друга він подолав свою сором'язливість, але не планував продовжувати кар'єру актора. У рамках програми Junior Year Abroad (укр. Підлітки зарубіжжя) Фланіган рік навчався у Сорбонні в Парижі, де навчився розмовляти французькою.

### Кар'єра
Після закінчення університету він хотів зробити кар'єру письменника. Працював у Капітолійському пагорбі, опублікував кілька коротких статей у Нью-Йорку, включаючи журнали Town & Country і Interview. За порадою деяких друзів, вчився в місцевому театрі, де його вчителем став Джеральд Гордон. Пізніше переїхав до Лос-Анджелесу в 1994 році, щоб продовжити акторську кар'єру.
Фланіган мав гостьові ролі в численних телесеріалах, включаючи «Профайлер», «Перший понеділок» і «Сестри», доки не отримав свій прорив з роллю підполковника Джона Шеппарда в т/с «Зоряна брама: Атлантида». Жив у Ванкувері, де перша серія знімалася протягом тижня, і літав до Лос-Анджелеса під час вихідних, де проживали його дружина та діти. Додатково написав два сценарії для серій у другому і четвертому сезонах — епізоди «Хрещення» і «Знедолені».
У вересні 2007 року агентство Scifi.com мережі SciFi Wire повідомило, що «агентство UTA подало позов 24 вересня проти зірки «Зоряної брами: Атлантиди» Джо Фланігана у Верховний суд Лос-Анджелеса, стверджуючи, що актор винен $99 225 комісійних, відповідно до Hollywood Reporter. Менеджер Фланігана, Джон Каррабіно, розповів газеті про позов: «Я гадки не мав, що вони це зробили. Я вперше про це чую…». UTA подала аналогічний позов проти актора Веслі Снайпса, який теж був здивований. Позов був залагоджений в грудні 2008 року.
У березні 2017 року з'явилася інформація, що Джо Фланіган намагався придбати права на франшизу «Зоряна брама». Він мав потенційних інвесторів, існували словесні домовленості, проте компанія MGM збанкрутувала. Гіпотетично продовження телесеріалу мало б 20 епізодів, знятих у Європі, з попередньо проданими правами. Після чого проект повернувся би до американських мереж.

## Особисте життя
Його зріст — 1,83 м.
З п'яти персонажів т/с «Зоряна брама: Атлантида» (2004) Джо — єдиний американець. Торрі Хіггінсон, Рейнбов Сан Френкс і Рейчел Латтрелл — всі канадці, Девід Г'юлетт — англієць (хоча він і зараз живе в Канаді).
Фланіган був одружений з Кетрін Кусі, акторкою й художницею, з 1996 по 2014 роки. У них троє синів: Айдан, Трумен та Фергюс. Пара розлучилася в листопаді 2014 року: Кусі подала документи на розлучення з посиланням на непримиренні розбіжності та хоче фізичної опіки над дітьми.
Пізніше Фланіган і Кусі продали свій будинок відпочинку в Малібу за $6,15 млн, який вони купили, побудований в 1968 році, у 2006-му за ціною $3,668 млн. Додаткові площі придбані через два роки за $1 млн.
Фланіган виборов дві нагороди в Waterkeepers в конкуренції «Альянсу гірськолижників» на озері Луїза в січні 2006 року. У подіях брав участь і актор «Зоряної брами» Річард Дін Андерсон. Фланіган має спільну дату свого дня народження з актором Полом МакДжілліонном.

## Фільмографія
- Шість куль (2012)
- Люта планета (2011)
- Склад 13 (2009)
- Зоряна брама: Атлантида (2004 - 2009)
- Злочинні думки (2003)
- Мерфі Браун (1988-1998)